# Princípio KISS

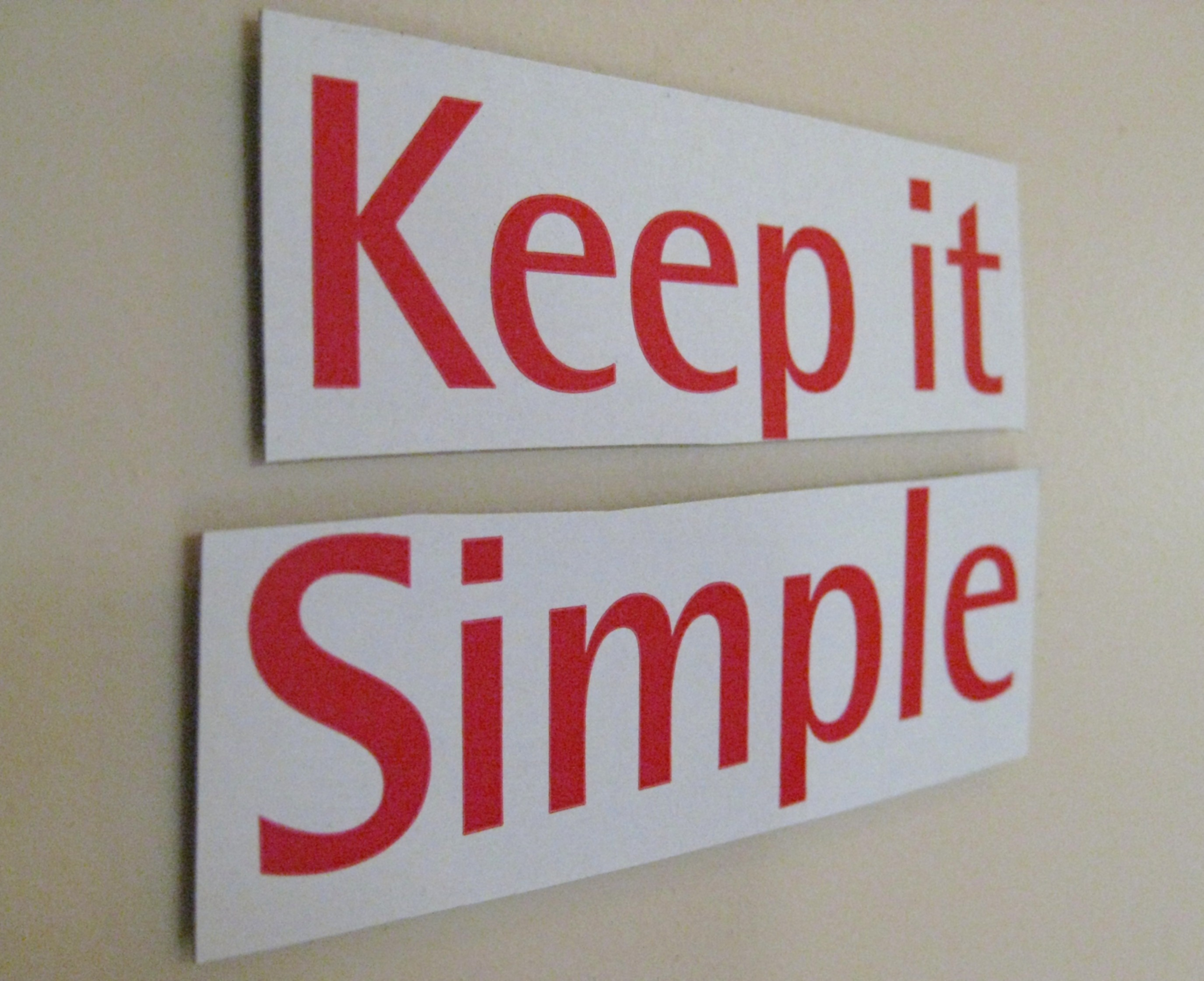
Uma simples inscrição do princípio KISS (sem a quarta palavra)

KISS, um acrônimo para "Keep it simple, stupid!" (em português:  Mantenha simples, estúpido!), é um princípio de design observado pela Marinha dos Estados Unidos em 1960. Visto pela primeira vez parcialmente em inglês americano por volta de 1938, o princípio KISS afirma que a maioria dos sistemas funciona melhor se forem mantidos simples em vez de complicados; portanto, a simplicidade deve ser um objetivo chave no projeto, e a complexidade desnecessária deve ser evitada. A frase foi associada ao engenheiro aeronáutico Kelly Johnson. O termo "KISS principle" estava em uso popular em 1970. Variações da frase (geralmente como algum eufemismo para o "stupid") incluem "keep it super simple", "keep it simple, silly", "keep it short and simple", "keep it short and sweet", "keep it simple and straightforward", "keep it small and simple", "keep it simple, soldier", "keep it simple, sailor", "keep it simple, sweetie", ou "keep it sweet and simple".

## Origem
A sigla foi supostamente cunhada por Kelly Johnson, engenheiro-chefe da Lockheed Skunk Works (criadores dos aviões espiões Lockheed U-2 e SR-71 Blackbird, entre muitos outros). No entanto, a variante "Keep it Short and Simple" é atestada a partir de uma edição de 1938 do Minneapolis Star.
Enquanto o uso popular transcreveu por décadas como "Keep it simple, stupid", Johnson o transcreveu simplesmente como "Keep it simple stupid" (sem vírgula), e essa leitura ainda é usada por muitos autores.
O princípio é melhor exemplificado pela história de Johnson entregando a uma equipe de engenheiros de projeto um punhado de ferramentas, com o desafio de que a aeronave a jato que eles estavam projetando deve ser reparada por um mecânico médio em campo em condições de combate com apenas essas ferramentas. Assim, o "estúpido" refere-se à relação entre a forma como as coisas se quebram e a sofisticação disponível para repará-las.
O acrônimo tem sido usado por muitos militares dos Estados Unidos, especialmente a Marinha dos Estados Unidos e a Força Aérea dos Estados Unidos, e no campo de desenvolvimento de software.